# یوهان بوسکامپ
یوهان بوسکامپ (هلندی: Johan Boskamp؛ زادهٔ ۲۱ اکتبر ۱۹۴۸) بازیکن و مربی فوتبال اهل هلند بود.
از باشگاه‌هایی که در آن بازی کرده‌است می‌توان به باشگاه فوتبال لیرسه، باشگاه فوتبال فاینورد، و باشگاه فوتبال ادو دن هاخ اشاره کرد.
وی همچنین در تیم ملی فوتبال هلند بازی کرده‌است.